# Maartin Allcock
Maartin Allcock, nato Martin Allcock, (Middleton, 5 gennaio 1957 – Londra, 16 settembre 2018), è stato un violinista e tastierista britannico.

## Carriera
Nel 1981 si unisce alla band Folk rock Bully Wee, dove suona il violino. Nel corso degli anni 1980 suona in vari gruppi rock come turnista, ricoprendo vari ruoli. Si fa conoscere al grande pubblico nel 1988 quando entra nei Jethro Tull, dove mostra tutte le sue abilità di polistrumentista, suonando il violino, la tastiera, la chitarra e il mandolino. Lasciato il gruppo nel 1991, si unisce ai The Mission, per un anno. Terminata anche questa esperienza, inizia la carriera solista.

## Discografia
- MAART, 1993
- OX15, 1999
- Serving Suggestion, 2004
- Chilli Morning, 2012
- Two Bays - Due Baie, Lisa Starnini 2019